# Plectroglyphidodon sindonis
Plectroglyphidodon sindonis là một loài cá biển thuộc chi Plectroglyphidodon trong họ Cá thia. Loài này được mô tả lần đầu tiên vào năm 1903.

## Từ nguyên
Từ định danh của loài được đặt theo tên của Michitaro Sindo, học trò của David Starr Jordan đến từ Đại học Stanford, người đã phát hiện ra loài cá này (–is: hậu tố biểu thị số ít).

## Phạm vi phân bố và môi trường sống
P. sindonis là loài đặc hữu của quần đảo Hawaii. P. sindonis sống gần những bãi đá ngầm ven bờ ở khu vực nhiều sóng, độ sâu đến ít nhất là 3 m.

## Mô tả
P. sindonis có chiều dài cơ thể tối đa được ghi nhận là 12,5 cm. Cơ thể của P. sindonis có màu nâu sẫm, vảy viền đen với 2 dải sọc dọc màu trắng ở hai bên thân. Cá con có một đốm đen lớn viền trắng trên vây lưng và rìa trên của cuống đuôi.
Số gai ở vây lưng: 12; Số tia vây ở vây lưng: 19–20; Số gai ở vây hậu môn: 2; Số tia vây ở vây hậu môn: 15–16.

## Sinh thái học
Thức ăn của P. imparipennis chủ yếu là tảo, nhưng đôi khi cũng ăn các loài thủy sinh không xương sống nhỏ. Trứng của chúng bám dính vào chất nền. Cá đực có nhiệm vụ bảo vệ và chăm sóc trứng.